# ヘルベルト・フレーリッヒ
ヘルベルト・フレーリッヒ（英語: Herbert Fröhlich、1905年12月9日 – 1991年1月9日）は、イギリスの理論物理学者。

## 経歴
ドイツ帝国 レクサンジャンで1905年12月9日で生まれ、ルートヴィヒ・マクシミリアン大学ミュンヘンを卒業した。彼はユダヤ系だったのでヒトラーの台頭による反ユダヤ主義の高まりによりイギリスへ逃れた。1951年王立協会フェロー選出。1972年にはマックス・プランク・メダルを授与された。

## 論文
- Fröhlich, Herbert. "Zum Photoeffekt an Metallen." Annalen der Physik 399.1 (1930): 103-128.
- Fröhlich, Herbert. "Theorie der Sekundärelektronenemission aus Metallen." Annalen der Physik 405.2 (1932): 229-248.
- Fröhlich, Herbert. "Theory of electrical breakdown in ionic crystals." Proceedings of the Royal Society of London. Series A, Mathematical and Physical Sciences 160.901 (1937): 230-241.
- Fröhlich, Herbert, Hans Pelzer, and Sigurd Zienau. "XX. Properties of slow electrons in polar materials." The London, Edinburgh, and Dublin Philosophical Magazine and Journal of Science 41.314 (1950): 221-242.